# Azay-le-Brûlé
 Azay-le-Brûlé  es una población y comuna francesa, en la región de Poitou-Charentes, departamento de Deux-Sèvres, en el distrito de Niort y cantón de Saint-Maixent-l'École-1.

## Demografía
| 1155 | 1162 | 1003 | 1187 | 1399 | 1445 |
| Para los censos de 1962 a 1999 la población legal corresponde a la población sin duplicidades (Fuente: INSEE [Consultar]) |      |      |      |      |      |